# Benoît Beaufils
Benoît Yves Beaufils (23 maggio 1978) è un nuotatore artistico francese.
In carriera ha ottenuto il quarto posto sia ai campionati mondiali di Kazan 2015 nel duo misto libero, sia ai campionati europei di Londra 2016 nel duo misto libero, gareggiando in entrambe le competizioni con Virginie Dedieu.